# Peyrelongue-Abos
Peyrelongue-Abos é uma comuna francesa na região administrativa da Nova Aquitânia, no departamento dos Pirenéus Atlânticos. Estende-se por uma área de 8,86 km². Em 2010 a comuna tinha 153 habitantes (densidade: 17,3 hab./km²).